# Grande Prêmio dos Estados Unidos de 2012 (MotoGP)
O Grande Prêmio da MotoGP dos Estados Unidos de 2012 ocorreu em 29 de julho.

## Resultados

### Classificação MotoGP
| Pos | Piloto           | Equipe                    | Moto   | Tempo     | Pontos |
| --- | ---------------- | ------------------------- | ------ | --------- | ------ |
| 1   | Casey Stoner     | Repsol Honda Team         | Honda  | 43'45.961 | 25     |
| 2   | Jorge Lorenzo    | Yamaha Factory Racing     | Yamaha | +3.429    | 20     |
| 3   | Dani Pedrosa     | Repsol Honda Team         | Honda  | +7.633    | 16     |
| 4   | Andrea Dovizioso | Monster Yamaha Tech 3     | Yamaha | +18.602   | 13     |
| 5   | Cal Crutchlow    | Monster Yamaha Tech 3     | Yamaha | +18.779   | 11     |
| 6   | Nicky Hayden     | Ducati Team               | Ducati | +26.902   | 10     |
| 7   | Stefan Bradl     | LCR Honda MotoGP          | Honda  | +28.393   | 9      |
| 8   | Alvaro Bautista  | San Carlo Honda Gresini   | Honda  | +50.246   | 8      |
| 9   | Aleix Espargaro  | Power Electronics Aspar   | ART    | +1'18.993 | 7      |
| 10  | Karel Abraham    | Cardion AB Motoracing     | Ducati | +1'22.076 | 6      |
| 11  | Randy De Puniet  | Power Electronics Aspar   | ART    | 1 volta   | 5      |
| 12  | Yonny Hernandez  | Avintia Blusens           | BQR    | 1 volta   | 4      |
| 13  | Colin Edwards    | NGM Mobile Forward Racing | Suter  | 1 volta   | 3      |
| 14  | Ivan Silva       | Avintia Blusens           | BQR    | 1 volta   | 2      |